# Composante Spatiale Optique

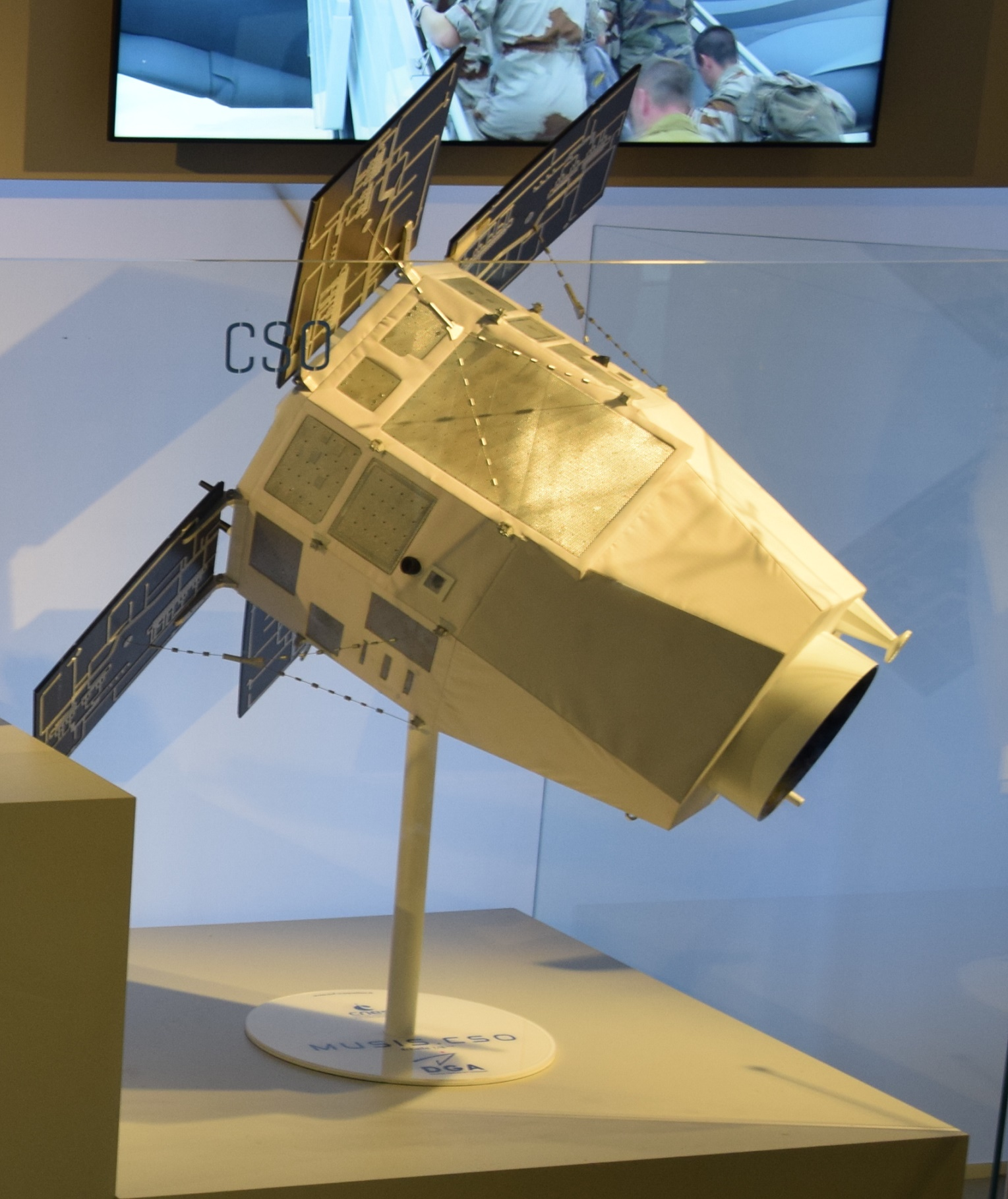
Modell der Composante spatiale optique, ausgestellt in Le Bourget 2019

Composante Spatiale Optique (CSO) ist der Name eines französischen Programms von optischen Aufklärungssatelliten. Es ist als Nachfolgesystem für die Helios-Satelliten vorgesehen. Insgesamt sollen drei CSO-Satelliten betrieben werden.

## Hintergrund
Seit dem Start des Satelliten Helios 1A im Jahr 1995 hat Frankreich eine Reihe von militärischen Aufklärungssatelliten entwickelt. Aufgrund der begrenzten Lebenszeit von Satelliten wurde ein neues Programm als Ersatz für die bestehende Helios 2A-Mission gestartet. Zuerst als französischer Beitrag für das europäische  Musis-Programm geplant, wurde es nach dessen Einstellung zu einem rein französischen Programm.
Die DGA, die Beschaffungsorganisation des französischen Militärs, beauftragte Airbus Defence and Space mit dem Bau der Satelliten und des Bodensegments; Thales Alenia Space liefert die optische Nutzlast.
Im Gegensatz zu den Helios-Satelliten, die den gleichen Satellitenbus wie die SPOT-Satelliten verwenden, setzt CSO auf Technik der Pléiades-Satelliten auf. CSO war als System von zwei Satelliten geplant, das auf drei erweitert werden kann, falls europäische Partner Interesse haben.
Deutschland beteiligte sich mit 210 Millionen Euro an dem Projekt und erhielt im Gegenzug Zugriff auf 20 Prozent der Kapazitäten. Auch die Schweiz beteiligt sich mit einmalig 82 Millionen Franken sowie jährlich 2,5 Millionen Franken für Programmierung, Betrieb und eine eigene Empfangsstation. Sie erhält dafür 2 Prozent der täglichen Kapazitäten.

## Satelliten
| Satellit | Startdatum (UTC)  | Startplatz | Trägerrakete      | COSPAR-ID |
| -------- | ----------------- | ---------- | ----------------- | --------- |
| CSO 1    | 19. Dezember 2018 | CSG ELS    | Sojus-ST/Fregat-M | 2018-106A |
| CSO 2    | 29. Dezember 2020 | CSG ELS    | Sojus-ST/Fregat-M | 2020-104A |
| CSO 3    | 6. März 2025      | CSG ELA-4  | Ariane 62         | 2025-044A |

Der Start von CSO 1 war ursprünglich für 2017 geplant.
CSO 3 sollte ursprünglich 2021 mit einer Ariane 6 ins All gebracht werden. Da sich die Entwicklung dieser Rakete verzögerte, wurde im Dezember 2021 entschieden, auf eine Sojus-Rakete zu wechseln. Aufgrund des Russischen Überfalls auf die Ukraine wurde die Zusammenarbeit zwischen Frankreich und Russland jedoch unterbrochen, sodass doch eine Ariane 6 als Trägerrakete verwendet wurde.